# ولاد العم (فلم)
ولاد العم فيلم تجسس مصري من إنتاج سنة 2009، الفيلم من إخراج شريف عرفة، وتأليف عمرو سمير عاطف، وإنتاج هشام عبد الخالق، ومن بطولة كريم عبد العزيز، منى زكي، وشريف منير. تتركز أحداث الفيلم على قضية الصراع العربي الإسرائيلي.

## فكرة الفيلم
تضمن الفيلم طرحا جديدا وجريئا لقضية الصراع العربي الإسرائيلي بشكل عصري على الصعيدين الإنساني والسياسي من خلال الدراما المطروحة والتي تركزت أحداثها وحواراتها حول شخصياته الثلاتة الرئيسية: (فتاة مصرية، وضابط مخابرات مصري وضابط مخابرات إسرائيلي)، فوضعت الشخصيات المصرية في مواجهة إنسانية، وسياسية، وعقائدية، ومعيشية مع مجتمع إسرائيلي يعرض بالكامل بكافة أنماطه سواء في المعيشة الداخلية أو الخارجية مع المجتمع اليهودي والصهيوني أيضا، ومن خلال هذه الشخصيات تطورت الأحداث وتشكل الصراع كما تطرق الفيلم بشكل غير مباشر إلى القضية الفلسطينية وأوضاع الفلسطينين في ظل بناء الجدار الفاصل وأيضا وجهة نظر بعض العرب إلى مصر. كما ناقش الفيلم قضايا جواسيس السلام والتي تمثلت في الطرف الآخر من القصة.

## قصة الفيلم
الفيلم يحكي عن الصراع العربي الإسرائيلي ومشكلة الجدار العازل، ويطرح فكرة التعايش مع إسرائيل كدولة، وذلك من خلال عزت شريف منير ضابط موساد إسرائيلي مزدوج الهوية يكلف بتكوين شبكة تجسس داخل مصر لكنه يقع في حب سلوى منى زكى فتاة مصرية ذات تعليم متوسط فيتزوجها دون علمها بهويته الإسرائيلية وديانته اليهودية. لكن عندما يأتيه قرار بالعودة ويختطف زوجته وأولاده عن طريق الحدود الساحلية بين مصر وإسرائيل بمساعدة الموساد «جهاز الإستخبارات الإسرائيلي»... يجري بداخلها صراع نفسي هائل بين محاولتها الحفاظ على أولادها من جهة ومحاولتها المحافظة على انتمائها والرجوع إلى بلدها من جهة أخرى. فتُكلِف المخابرات المصرية ضابطاً من رجالها الأكفاء الضابط مصطفى الذي يجسد دوره الفنان كريم عبد العزيز بمهمة إرجاع الزوجة وأطفالها إلى القاهرة من خلال تعاون الزوجة معهم.

## طاقم التمثيل
- كريم عبد العزيز بدور (مصطفى)
- منى زكي بدور (سلوى)
- شريف منير بدور (عزت عبد الحميد / دانيال نافون)
- انتصار بدور (راشيل)
- سليم كلاس بدور (يوشير مدير قسم الاغتيالات بالموساد)
- صبري عبد المنعم بدور (مدير بالمخابرات المصرية)
- كندة علوش بدور (دارين)
- إيمان بدور (سارة والدة دانيال)
- ياسر علي ماهر بدور (ضابط بالمخابرات المصرية)
- جرجس جبارة بدور (أبو زياد)
- أدهم مرشد بدور (عابد)
- محمد ثروت (ضيف شرف)

## طاقم العمل
- تأليف : عمرو سمير عاطف
- مدير التصوير: أيمن أبو المكارم
- موسيقى: عمر خيرت
- مونتاج: داليا الناصر
- كلاكيت: خيرى فرج
- مخرج مساعد: مي محمود سعد
- مساعد مخرج: أمال المجدوب
- إخراج: شريف عرفة

## الإنتاج
- شهد الفيلم أحداثًا متلاحقةً أثناء تصويره أبرزها تعطيل التصوير لمدة تجاوزت 3 أشهر من طرف الجهات الأمنية والسيادية لسيناريو الفيلم لمراجعته بعد معرفتهم بقصته والتي لها علاقة مباشرة من خلال أبطاله بالمخابرات والشخصيات الإستخباراتية وإسرائيل وبعض السياسات والعلاقات العامة الخارجية....
- أصيب الفنان كريم عبد العزيز أثناء تصوير أحد مشاهد الأكشن حيث سقط من ارتفاع دورين بعد انقطاع الحبل الذي كان يربطه أثناء تأديته لبعض المشاهد، ونقل علي إثر هذه الإصابة إلى المستشفى وتم إجراء عملية جراحية في قدمه، واستكمل فترة العلاج الطبيعي في ألمانيا، واستغرق ذلك تباعا فترة تأخير أخرى في التصوير استغرقت شهرين.[1]
- استغرق تصوير الفيلم مدة 8 أسابيع[2] وتم تصويره خارج مصر في جنوب أفريقيا في مدينة كيب تاون وسوريا في جبال الحصن والشام وداخل مصر في بورسعيد والقاهرة في استوديو مصر وأحمس بالقاهرة وكان هناك تعاون كبير للسلطات السورية في إظهار الفيلم.[3]

## وصلات خارجية
- مقالات تستعمل روابط فنية بلا صلة مع ويكي بيانات
- film page
- صفحة الفيلم على موقع في الفن